# Blackburnium cavicolle
Blackburnium cavicolle är en skalbaggsart som beskrevs av Macleay 1873. Blackburnium cavicolle ingår i släktet Blackburnium och familjen Bolboceratidae. Inga underarter finns listade.